# Списак бања у Србији
Бање у Републици Србији представљају најзначајнији део туристичке понуде, јер у прилагођене потребама свих генерација. Обилују природним лепотама, минералним водама, чистим ваздухом, здравственим, велнес и спа центрима. Поред тога што неке од њих већ дуги низ година представљају популарне дестинације, такође помажу у лечењу различитих здравствених тегоба. 
У Србији постоји више од 47 бања. Док неке бележе дугогодишњу популарност, друге још увек нису довољно познате не само међу туристима у Србији већ и шире. У наставку се налази списак бања и лечилишта који се налазе на територији Републике Србије, приказане по азбучном редоследу.

## Азбучни списак
- Бадања
- Бањица
- Бањска Бања
- Безданска Бања
- Биостанска Бања
- Богутовачка Бања
- Брестовачка Бања
- Бујановачка Бања
- Буковичка Бања
- Врањска Бања
- Врдник (бања)
- Врујци
- Врњачка Бања
- Гамзиградска Бања
- Горња Трепча
- Дивчибаре
- Златар
- Златибор
- Звоначка Бања
- Ивањица
- Јодна Бања
- Јошаничка Бања
- Јунаковић Бања
- Кањишка Бања
- Клокот Бања
- Ковиљача
- Куршумлијска Бања
- Ломнички кисељак
- Луковска Бања
- Бања Љиг
- Матарушка Бања
- Младеновачка бања
- Нишка Бања
- Новопазарска Бања
- Новосадска Бања
- Обреновачка бања
- Овчар Бања
- Паланачки кисељак
- Палићка Бања
- Пачир Бања
- Пећка Бања
- Прибојска Бања
- Прилички кисељак
- Пролом Бања
- Радаљска бања
- Рајчиновића Бања
- Рибарска Бања
- Рудник
- Русанда
- Сијаринска Бања
- Слатинска Бања
- Стари Сланкамен
- Сокобања
- Торда
- Туларска